# Томаш Кендзьора
То́маш Кендзьо́ра (пол. Tomasz Kędziora, нар. 11 червня 1994, Сулехув, Польща) — польський футболіст, правий захисник грецького клубу ПАОК та збірної Польщі.
Вихованець польського клубу «Лех» (Познань), з яким двічі ставав чемпіоном Польщі та двічі — володарем Суперкубка країни. Влітку 2017 року став гравцем українського «Динамо» (Київ), за яке забив 7 голів та зробив 20 асистів у 198 матчах в усіх турнірах та виграв з командою чемпіонат, двічі Кубок та тричі Суперкубок України. З початку 2023 року став грати за грецький ПАОК, з яким у 2024 році став чемпіоном країни.

## Клубна кар'єра

### Ранні роки
Народився 11 червня 1994 року в місті Сулехув. У 4-річному віці Томаш Кендзьора почав відвідувати тренування на чотири роки старших хлопчиків у клубі УКП (Зелена Гура), а потім тренувався під керівництвом свого батька, Мирослава. З 2000 року офіційно почав тренуватися разом зі своїми однолітками.
У липні 2010 року як гравець клубу УКП (Зелена Гура) брав участь у фінальному етапі Юнацького чемпіонату Польщі. Команда стала бронзовим призером чемпіонату під керівництвом Мацея Горецького та батька Томаша Кендзьори.

### «Лех» (Познань)
Напередодні початку сезону 2010/11 років перейшов до складу гранду польського футболу, клубу «Лех». Спочатку виступав у молодіжній Екстраклясі, в якій у сезоні 2010/11 років зіграв 20 матчів та відзначився двома голами.
В осінній частині сезону 2011/12 років був переведений до тренувань із першою командою, але продовжував грати в молодіжній Екстраклясі, в якій провів 20 поєдинків та відзначився 7-ма голами (в тому числі 5-ма з пенальті).

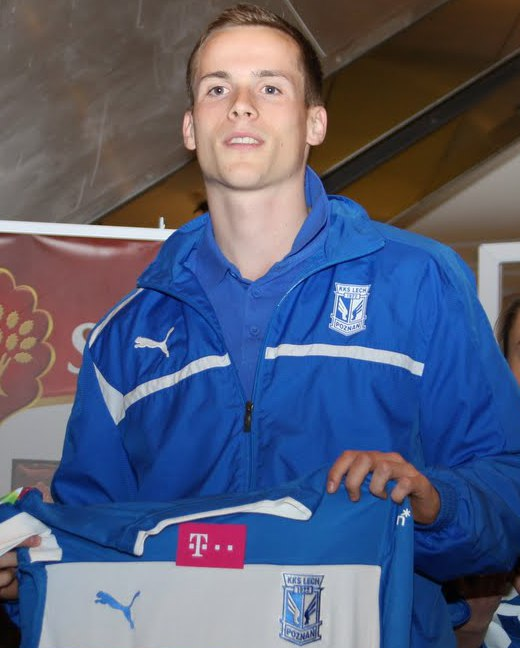
Томаш Кендзьора під час виступів за «Лех». 2013 рік.

20 вересня 2011 року був включений до основного складу команди на матч 1/16 фіналу Кубку Польщі проти «Хробри» (Катовиці), однак на поле так і не вийшов.
21 червня 2012 року Кендзьора підписав із клубом із Познані новий трирічний контракт, який мав діяти до 30 червня 2015 року.
За першу команду «залізничників» дебютував 12 липня 2012 року в нічийному (1:1) матчі першого кваліфікаційного раунду Ліги Європи проти казахстанського клубу «Жетису», вийшовши на поле на 90-й хвилині замість Бартоша Слюсарського.
27 жовтня 2012 року Кендзьора дебютував у чемпіонаті Польщі у програному (0:2) матчі 9-го туру проти «Ягеллонії», змінивши на 62-й хвилині Губерта Волякевича.
20 вересня 2013 року під час матчу 8-го туру Екстракляси проти «Погоня» (Щецин) зазнав травми двоголового м'яза стегна і пропустив близько 18 днів, повернувшись до команди 13 грудня на матч 21-го туру національного чемпіонату проти бидгощської «Завіши».
5 травня 2014 року відзначився дебютним голом в Екстраклясі в переможному матчі 32-го туру проти бидгощської «Завіши» (2:1).
21 листопада 2014 року Кендзьора підписав із познанським клубом новий трирічний контракт, який вступав у силу з 1 липня 2015 року й має бути чинним до 30 червня 2018 року.
У сезоні 2014/2015 років разом із «Лехом» виграв польський чемпіонат, в якому зіграв у 35-ти матчах, забив 3 м'ячі та віддав 6 результативних передач. У 2015 і 2016 роках ставав володарем Суперкубку Польщі. Загалом за п'ять років перебування в «Леху» Кендзьора провів 151 гру в усіх змаганнях і забив 10 м'ячів. Також він активно підключається до атак, на його рахунку 12 гольових передач.

### «Динамо»

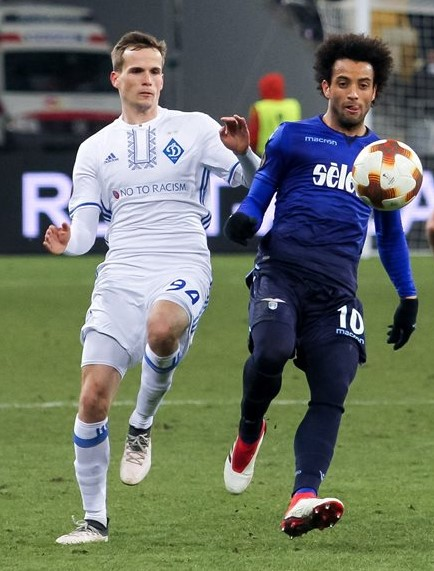
Томаш Кендзьора (ліворуч) під час виступів за «Динамо» у боротьбі проти Феліпе Андерсона. 6 квітня 2018 року.

11 липня 2017 року за 1,5 млн євро перейшов в київське «Динамо», підписавши п'ятирічний контракт. 29 липня в матчі проти львівських «Карпат» він дебютував у чемпіонаті України. У поєдинку проти луганської «Зорі» Кендзьора забив свій перший гол за «Динамо». 2018 року поляк виграв з командою перший трофей, здобувши Суперкубок України і в наступні два роки допомагав команді захистити цей титул. Крім того у 2020 році Кендзьора з «динамівцям» став володарем Кубка України, а у сезоні 2020/21 виграв «золотий дубль».
Після російського повномасштабного вторгнення у лютому 2022 року футбольні змагання в Україні були припинені, після чого поляк приєднався до рідного «Леха» на правах оренди до кінця сезону 2021/22. Граючи за команду, він здобув титул чемпіона Польщі. Після сезону повернувся до Києва.
Першим його матчем після повернення з оренди став матч другого кваліфікаційного раунду Ліги чемпіонів проти «Фенербахче» (0:0). Загалом до кінця року поляк провів за «Динамо» 18 ігор в усіх турнірах і відзначився двома асистами. Загалом за увесь час вступів за київський клуб Кендзьора провів 125 матчів в УПЛ (5 голів), 14 матчів у Кубку та Суперкубку України, а також 59 матчів у єврокубках (2 голи), ставши лише 8 легіонером «Динамо», який провів 50 або більше матчів у єврокубках

### ПАОК
29 січня 2023 року Кендзьора перейшов у грецький ПАОК на правах оренди до кінця сезону. Дебютний гол за новий клуб забив 6 березня в домашньому матчі чемпіонату з «Іонікосом», в якому господарі поля розгромили суперника з рахунком 6:0. Загалом до кінця сезону він провів 10 матчів за ПАОК та забив 1 гол, після чого грецький клуб продовжив оренду ще на один сезон. З підсумками того сезону 2023/24 став з командою чемпіоном Греції, провівши 47 матчів в усіх турнірах та забивши 3 голи.
У липні 2024 року Кендзьора підписав повноцінний дворічний контракт із ПАОКом.

## Виступи за збірні

### Польща U-16
29 жовтня 2009 року Кендзьора в числі 18 гравців збірної Польщі U-16 отримав виклик на тренування та підготовки для двох зустрічей з однолітками з Румунії. 11 листопада відіграв повні 80 хвилин у нічийному (3:3) матчі (також забив один з м'ячів польської збірної), а через два дін взяв участь у програному (0:1) матчі-відповіді.
10 березня 2010 Кендзьора потрапив до списку з 18 гравців збірної Польщі U-16, які були викликані для тренувань та підготовки до двох матчів проти Північної Ірландії. В обох поєдинках Томаш відіграв по 80 хвилин: у переможному (2:0) та нічийному (1:1), в останньому з яких ще й відзначився голом.
31 березня 2010 року був викликаний на матч збірної Польщі U-16 для участі у двох товариських матчах проти Азербайджану, але через катастрофу 10 квітня, Польський футбольний союз скасував обидва матчі (заплановані на 13 і 15 квітня).
З 16 по 20 червня 2010 року польська збірна U-16 взяла участь у товариському турнірі пам'яті Віктор Баннікова. Кендзьора відіграв 80 хвилин в кожному з трьох матчів груп: переможному (3:2) з Чехією (також забив один з голів), у програному (0:2) з Туреччиною а також у програному (0:2) матчі проти Росії, крім цього брав участь у програному (0:3) матчі за 7-ме місце проти Білорусі.

### Польща U-17
5 серпня 2010 року, будучи ще гравцем «Лехії» (Зелена Гура), потрапив до списку з 19-ти гравців для участі у Кубку Сиренки. 24 серпня Кендзьора відіграв перші 80 хвилин у переможному (1:0) матчі зі збірною Болгарії. Невідомо, чи зіграв він у другому, програному (0:2), матчі проти Данії та в програному (2:3) матчі за 3-тє місце проти Білорусі.
10 вересня 2010 року був викликаний, уже як гравець «Леха», команди збірної Польщі U-17 з 14-ти гравців для тренування та підготовки до двоматчевого протистояння з однолітками з Кіпру, проте невідомо в якому з цих матчів зіграв Томаш.
6 жовтня 2010 року Кендзьора потрапив до списку з 20-ти гравців збірної Польщі U-17, які мали готуватися до молодіжного Чемпіонату Європи з футболу 2011 року. Кендзьора на позиції правого захисника відіграв у всіх трьох матчах: програному (1:2) Грузії, у нічийному (0:0) зі Швецією, а також у програному (0:1) Англії.
З 6 по 10 лютого польська збірна U-17 взяла участь у товариському турнірі в іспанській Ла-Манзі. Кендзьора відіграв по 80 хвилин у всіх трьох зустрічах: у переможному (в основний час матч завершився безгольовою нічиєю) проти Норвегії, у програному (в основний час матч завершився безгольовою нічиєю) у серії післяматчевих пенальті (4:5) проти Бельгії, а також у переможному (1:0) товариському матчі проти Данії.
13 квітня 2011 року Кендзьора відіграв усі 90 хвилин у переможному (4:1) товариському матчі проти національної збірної Англії U-18.

### Польща U-18
25 жовтня 2011 року Кендзьора відіграв усі 90 хвилин у програному (0:2) товариському матчі проти Словенії. А через два дні також узяв участь у нічийному (0:0) матчі-відповіді проти своїх однолітків зі Словенії.
7 березня 2012 Кендзьора зіграв повний матч на позиції опорного півзахисника у програному (0:3) поєдинку зі своїми однолітками з Англії.
З 23 по 26 травня 2012 року польська збірна U-18 взяла участь у товариському Міжнародному турнірі в Лісабоні. Кендзьора зіграв на позиції центрального захисника усі 90 хвилин у всіх трьох зустрічах: у нічийному (1:1) проти США, у програному (1:2) проти Португалії (відзначився єдиним голом у футболці польської збірної), і в переможному (2:1) проти Словаччини.

### Польща U-19
У збірну Польщі U-19 почав викликатися тренером Януша Бялки, Кендзьора був її капітаном та штатним виконавцем штрафних ударів.
13 серпня 2012 року Томаш відіграв усі 90 хвилин у переможному (4:3) товариському матчі проти збірної Латвії (також відзначився одним голом). А два дні по тому знову зіграв усі 90-хвилин у другому переможному (8:1) товариському матчі проти Латвії, але цього разу відзначився 2-ма забитими м'ячами.
11 вересня 2012 року Кендзьора відіграв усі 90 хвилин у програному (2:3) товариському матчі проти збірної Словенії. Два дні по тому він зіграв усі 90 хвилин в переможному (6:0) другому матчі проти своїх однолітків зі Словенії.
8 жовтня 2012 року Томаш потрапив до списку з 19 гравців команди збірної Польщі U-19 для участі у першому етапі кваліфікаційного турніру до чемпіонату Європи. Кендзьора зіграв на позиції центрального захисника усі 90 хвилин у трьох матчах: переможному 2:0 зі збірною Сан-Марино (також відзначився 1 голом), у переможному (5:0) з Мальтою, а також у програному (1:3) Нідерландам.
6 листопада 2012 року Томаш відіграв усі 90 хвилин у програному (0:3) товариському матчі проти збірної Кіпру. А два дні по тому зіграв 83 хвилини у програному (2:3) другому товариському матчі проти кіпрських однолітків, його у тому матчі замінив Марцин Фліса.
21 травня 2013 року Томаш потрапив до списку 23 гравців збірної Польщі U-19 для участі у другого етапі кваліфікації чемпіонату Європи. Кендзьора зіграв на позиції правого захисника усі 90 хвилин у трьох матчах: у програному 0:1 збірній Іспанії, у програному (0:2) збірній Хорватії, а також у нічийному (1:1) проти Греції.

### Молодіжна збірна
Під час роботи головним тренером молодіжної збірної Польщі Марцина Дорна Томаш Кендзьора був капітаном цієї збірної.
29 липня 2013 року Кендзьора потрапив до списку з 20 осіб, які готувалися до матчу плей-оф кваліфікації молодіжного чемпіонату Європи U-21 зі збірною Туреччини, але через травму у тому поєдинку зіграти не зміг.
28 серпня 2013 року Томаш потрапив до списку з 17 гравців, які мали представляти польську збірну у матчі кваліфікації молодіжного Чемпіонату Європи U-21 проти Швеції та товариському матчі проти Португалії, але в жодному з цих матчів так і не зіграв.
5 березня 2014 року Томаш зіграв 69 хвилин у переможному (5:0) товариському матчі зі збірною Литви, а на 70-ій хвилині його замінив Дам'ян Дабровський.
4 червня 2014 року Кендзьора зіграв 29 хвилин у переможному (1:0) товариському матчі зі збірною Боснії і Герцоговини, вийшовши на поле на 62-ій хвилині замість Бартоша Берешинського.
29 серпня 2014 року Томаш потрапив до списку з 20 гравців молодіжної збірної Польщі, які готувалися до останнього матчу групового етапу кваліфікації молодіжного чемпіонату Європи проти збірної Греції, цей матч завершився поразкою поляків з рахунком 1:3, а Кендзьора просидів увесь поєдинок на лаві запасних.
2 жовтня 2014 року потрапив до списку з 23 гравців збірної Польщі U-21 для виїзних матчів зі збірною Італії та збірної Швейцарії в рамках товариського Турніру Чотирьох Держав. У обох цих переможних (2:1) матчах Кендзьора відіграв усі 90 хвилин.
27 березня 2015 року Томаш відіграв 90 хвилин у переможному (2:1) матчі зі збірною Німеччини в рамках Турніру чотирьох держав і, таким чином польська збірна тріумфувала на цьому турнірі та завоювала цей престижний трофей.
У 2017 році взяв участь у домашньому молодіжному чемпіонаті Європи 2017 року, де зіграв у всіх трьох матчах, проте команда зайняла останнє місце у групі і не вийшла в плей-оф.
На молодіжному рівні зіграв у 17 офіційних матчах.

### Національна збірна

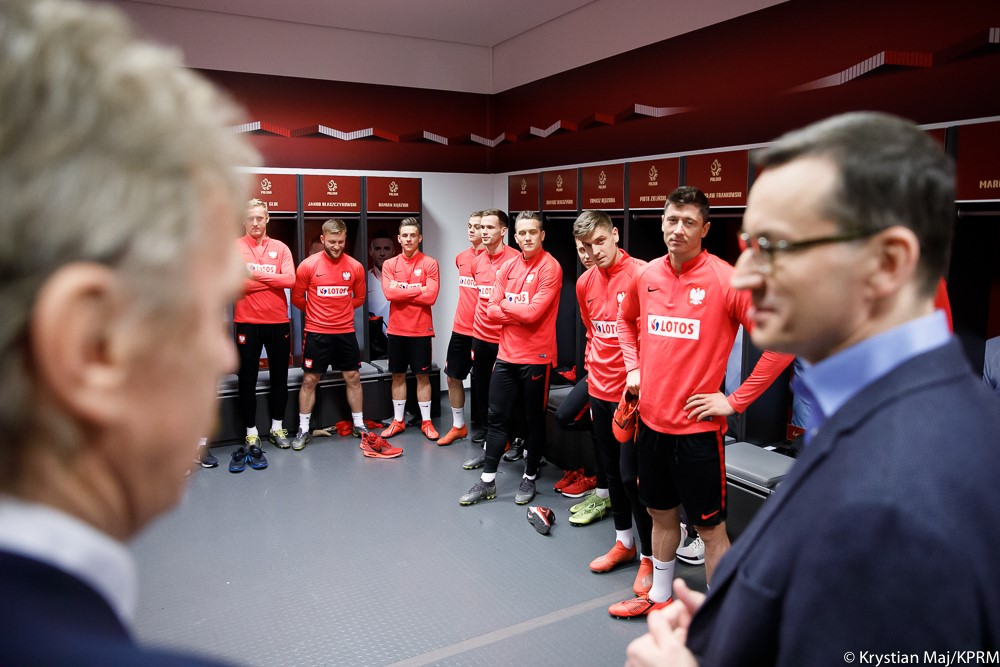
Томаш Кендзьора (у центрі) з партнерами по збірній Польщі у роздягальні команди. 2019 рік.

4 червня 2015 року Кендзьора потрапив до списку з 29 гравців польської збірної на матч кваліфікації чемпіонату Європи зі збірною Грузії і на товариський матч зі збірною Греції. У переможному (4:0) матчі проти збірної Грузії Томаш просидів увесь поєдинок на лаві для запасних.
13 листопада 2017 року в товариському матчі проти збірної Мексики Кендзьора дебютував за національну збірну Польщі.
17 травня 2021 року був включений в офіційну заявку збірної Польщі головним тренером Паулу Соузою для участі в матчах чемпіонату Європи 2020. Там збірна Польща посіла у своїй групі четверте місце, зазнавши двох поразок (1:2 від словаків та 2:3 від шведів) і одного разу зіграла внічию (1:1 з іспанцями), але сам Кендзьора на турнірі на поле не виходив.
9 жовтня 2021 року відзначився своїм першим голом за збірну Польщі матчі відбіркового турніру до чемпіонату світу 2022 року проти збірної Сан-Марино (5:0), вразивши верхній кут воріт на 50-й хвилині.

## Клубна статистика
Станом на 19 травня 2024 року
| Клуб               | Сезон              | Ліга               | Ліга  | Ліга | Кубок | Кубок | Європа | Європа | Інші1 | Інші1 | Загалом | Загалом |
| Клуб               | Сезон              | Ліга               | Матчі | Голи | Матчі | Голи  | Матчі  | Голи   | Матчі | Голи  | Матчі   | Голи    |
| ------------------ | ------------------ | ------------------ | ----- | ---- | ----- | ----- | ------ | ------ | ----- | ----- | ------- | ------- |
| Лех (Познань)      | 2011–12            | Екстракляса        | 0     | 0    | –     | –     | –      | –      | –     | –     | 0       | 0       |
| Лех (Познань)      | 2012–13            | Екстракляса        | 8     | 0    | –     | –     | 1      | 0      | –     | –     | 9       | 0       |
| Лех (Познань)      | 2013–14            | Екстракляса        | 14    | 1    | –     | –     | 2      | 1      | –     | –     | 16      | 2       |
| Лех (Познань)      | 2014–15            | Екстракляса        | 35    | 3    | 5     | 0     | 4      | 1      | –     | –     | 44      | 4       |
| Лех (Познань)      | 2015–16            | Екстракляса        | 24    | 0    | 4     | 0     | 9      | 1      | 1     | 1     | 38      | 2       |
| Лех (Познань)      | 2016–17            | Екстракляса        | 36    | 1    | 7     | 1     | —      | —      | 1     | 0     | 44      | 2       |
| Лех (Познань)      | Загалом            | Загалом            | 104   | 4    | 13    | 1     | 16     | 3      | 2     | 1     | 135     | 9       |
| Динамо (Київ)      | 2017–18            | Прем'єр-ліга       | 22    | 1    | 4     | 0     | 10     | 0      | —     | —     | 36      | 1       |
| Динамо (Київ)      | 2018–19            | Прем'єр-ліга       | 27    | 2    | 1     | 0     | 14     | 2      | 1     | 0     | 43      | 4       |
| Динамо (Київ)      | 2019–20            | Прем'єр-ліга       | 27    | 0    | 3     | 0     | 8      | 0      | 1     | 0     | 39      | 0       |
| Динамо (Київ)      | 2020–21            | Прем'єр-ліга       | 25    | 1    | 1     | 0     | 13     | 0      | 1     | 0     | 40      | 1       |
| Динамо (Київ)      | 2021–22            | Прем'єр-ліга       | 15    | 1    | 1     | 0     | 5      | 0      | 1     | 0     | 22      | 1       |
| Динамо (Київ)      | 2022–23            | Прем'єр-ліга       | 9     | 0    | 0     | 0     | 9      | 0      | 0     | 0     | 18      | 0       |
| Динамо (Київ)      | Всього             | Всього             | 125   | 5    | 10    | 0     | 59     | 2      | 4     | 0     | 198     | 7       |
| Лех (Познань)      | 2021–22            | Екстракляса        | 6     | 1    | 1     | 0     | —      | —      | —     | —     | 7       | 1       |
| ПАОК               | 2022–23            | Суперліга          | 8     | 1    | 2     | 0     | —      | —      | —     | —     | 10      | 1       |
| ПАОК               | 2023–24            | Суперліга          | 29    | 1    | 4     | 1     | 14     | 1      | —     | —     | 47      | 3       |
| ПАОК               | 2024–25            | Суперліга          | 0     | 0    | 0     | 0     | 0      | 0      | 0     | 0     | 0       | 0       |
| ПАОК               | Всього             | Всього             | 37    | 2    | 6     | 1     | 14     | 1      | 0     | 0     | 57      | 4       |
| Загалом за кар'єру | Загалом за кар'єру | Загалом за кар'єру | 285   | 13   | 33    | 2     | 89     | 6      | 6     | 1     | 413     | 22      |

1 Включає Суперкубок Польщі та Суперкубок України.

## Статистика виступів у збірних
Станом на 13 червня 2015 року
| Збірна U-16 | Збірна U-16       | Збірна U-16                                             | Збірна U-16               | Збірна U-16  | Збірна U-16 | Збірна U-16                              | Збірна U-16 |
| #           | Дата              | Місце                                                   | Суперник                  | Результат    | Гол         | Змагання                                 |             |
| ----------- | ----------------- | ------------------------------------------------------- | ------------------------- | ------------ | ----------- | ---------------------------------------- | ----------- |
| 1.          | 11 листопада 2009 | Арад                                                    | Румунія U-16              | 3:3          | Гол         | Товариський матч                         |             |
| 2.          | 18 листопада 2009 | Арад                                                    | Румунія U-16              | 0:1          |             | Товариський матч                         |             |
| 3.          | 23 березня 2010   | Дрюманесс                                               | Північна Ірландія U-16    | 2:0          |             | Товариський матч                         |             |
| 4.          | 25 березня 2010   | Комбер                                                  | Північна Ірландія U-16    | 1:1          | Гол         | Товариський матч                         |             |
| 5.          | 16 червня 2010    | Макарів                                                 | Чехія U-16                | 3:2          | Гол         | Товариський матч                         |             |
| 6.          | 17 червня 2010    | Бориспіль                                               | Туреччина U-16            | 0:2          |             | Товариський матч                         |             |
| 7.          | 19 червня 2010    | Бориспіль                                               | Росія U-16                | 0:2          |             | Товариський матч                         |             |
| 8.          | 20 червня 2010    | Макарів                                                 | Білорусь U-16             | 0:3          |             | Товариський матч                         |             |
| Збірна U-17 |                   |                                                         |                           |              |             |                                          |             |
| #           | Дата              | Місце                                                   | Суперник                  | Результат    | Гол         | Змагання                                 |             |
| 1.          | 24 серпня 2010    | Міський стадіон ім. Януша Кусоцинського, Гостинін       | Болгарія U-17             | 1:0          |             | Товариський матч                         |             |
| 2.          | 18 жовтня 2010    | стадіон ім. Бориса Пайчадзе, Тбілісі                    | Болгарія U-17             | 1:2          |             | кв. Молодіжного чемпіонату Європи (U-17) |             |
| 3.          | 20 жовтня 2010    | Стадіон ім. Михайла Месхі, Тбілісі                      | Швеція U-17               | 0:0          |             | кв. ЧЄ U-17                              |             |
| 4.          | 23 жовтня 2010    | Стадіон ім. Михайла Месхі, Тбілісі                      | Англія U-17               | 0:1          |             | кв. ЧЄ U-17                              |             |
| 5.          | 6 лютого 2011     | Ла-Манга                                                | Норвегія U-17             | 0:0          |             | Товариський матч                         |             |
| 6.          | 8 лютого 2011     | Ла-Манга                                                | Бельгія U-17              | 0:0 (п. 4:5) |             | Товариський матч                         |             |
| 7.          | 10 лютого 2011    | Ла-Манга                                                | Данія U-17                | 1:0          |             | Товариський матч                         |             |
| 8.          | 13 квітня 2011    | Стадіон ім. 1000-ліття польської шляхти, Заверці        | Англія U-18               | 4:1          |             | Товариський матч                         |             |
| Збірна U-18 |                   |                                                         |                           |              |             |                                          |             |
| #           | Дата              | Місце                                                   | Суперник                  | Результат    | Гол         | Змагання                                 |             |
| 1.          | 25 жовтня 2011    | Міський стадіон, Легниця                                | Словаччина U-18           | 0:2          |             | Товариський матч                         |             |
| 2.          | 27 жовтня 2011    | Міський стадіон, Легниця                                | Словенія U-18             | 0:0          |             | Товариський матч                         |             |
| 3.          | 7 березня 2012    | Александра Стедіум, Кру                                 | Англія U-18               | 0:3          |             | Товариський матч                         |             |
| 4.          | 23 травня 2012    | Ештадіу ду Рустело, Лісабон                             | США U-18                  | 1:1          |             | Товариський матч                         |             |
| 5.          | 24 травня 2012    | Національний стадіон, Оейраш                            | Португалія U-18           | 1:2          | Гол         | Товариський матч                         |             |
| 6.          | 26 травня 2012    | Ештадіу Насьйональ, Оейраш                              | Словаччина U-18           | 2:1          |             | Товариський матч                         |             |
| Збірна U-19 |                   |                                                         |                           |              |             |                                          |             |
| #           | Дата              | Місце                                                   | Суперник                  | Результат    | Гол         | Змагання                                 |             |
| 1.          | 13 серпня 2012    | Міський стадіон, Ломжа                                  | Латвія U-19               | 4:3          | Гол         | Товариський матч                         |             |
| 2.          | 15 серпня 2012    | Міський стадіон ім. Вітольда Терлецького, Граєво        | Латвія U-19               | 8:1          | Гол · Гол   | Товариський матч                         |             |
| 3.          | 11 вересня 2012   | Ново Место                                              | Словенія U-19             | 2:3          |             | Товариський матч                         |             |
| 4.          | 13 вересня 2012   | Кочев'є                                                 | Словенія U-19             | 6:0          |             | Товариський матч                         |             |
| 5.          | 9 жовтня 2012     | Плевіска                                                | Сан-Марино U-19           | 2:0          | Гол         | кв. ЧЄ U-19                              |             |
| 6.          | 11 жовтня 2012    | Головний стадіон, Вронкі                                | Мальта U-19               | 5:0          |             | кв. ЧЄ U-19                              |             |
| 7.          | 14 жовтня 2012    | Головний стадіон, Вронкі                                | Нідерланди U-19           | 1:3          |             | кв. ЧЄ U-19                              |             |
| 8.          | 6 листопада 2012  | Куклія                                                  | Кіпр U-19                 | 0:3          |             | Товариський матч                         |             |
| 9.          | 8 листопада 2012  | Куклія                                                  | Кіпр U-19                 | 2:3          |             | Товариський матч                         |             |
| 10.         | 5 червня 2013     | Міський стадіон, Гдиня                                  | Іспанія U-19              | 0:1          |             | кв. ЧЄ U-19                              |             |
| 11.         | 7 червня 2013     | Міський стадіон ім. Казємижа Дейни, Старогард-Ґданський | Хорватія U-19             | 0:2          |             | кв. ЧЄ U-19                              |             |
| 12.         | 10 червня 2013    | Міський стадіон, Гданськ                                | Греція U-19               | 1:1          |             | кв. ЧЄ U-19                              |             |
| Збірна U-21 |                   |                                                         |                           |              |             |                                          |             |
| #           | Дата              | Місце                                                   | Суперник                  | Результат    | Гол         | Змагання                                 |             |
| 1.          | 5 березня 2014    | Міський стадіон, Білосток                               | Греція U-21               | 5:0          |             | Товариський матч                         |             |
| 2.          | 4 червня 2014     | Стадіон Краковії ім. Юзефа Пілсудського, Краків         | Боснія і Герцеговина U-21 | 1:0          |             | Товариський матч                         |             |
| 3.          | 9 жовтня 2014     | Арена Люблін, Люблін                                    | Італія U-21               | 2:1          |             | Товариський матч                         |             |
| 4.          | 13 жовтня 2014    | Стад де ла Феронетті, Каруж                             | Швейцарія U-21            | 2:1          |             | Товариський матч                         |             |
| 5.          | 18 листопада 2014 | Міський стадіон ім. Флоріана Кригєра, Щецин             | Німеччина U-21            | 0:2          |             | Товариський матч                         |             |
| 6.          | 27 березня 2015   | Ернст-Аббе-Спортфельд, Єна                              | Німеччина U-21            | 2:1          |             | Товариський матч                         |             |

## Титули і досягнення
- Екстракляса («Лех»):
  -  Чемпіон (2): 2014/15, 2021/22
  -  Віце-чемпіон (2): 2012/13, 2013/14
- Суперкубок Польщі («Лех»):
  -  Володар (2): 2015, 2016
- Прем'єр-ліга України («Динамо»):
  -  Чемпіон (1): 2020/21
  -  Віце-чемпіон (3): 2017/18, 2018/19, 2019/20
- Кубок України («Динамо»):
  -  Володар (2): 2019/20, 2020/21
  -  Фіналіст (1): 2017/18
- Суперкубок України («Динамо»):
  -  Володар (3): 2018, 2019, 2020
  -  Фіналіст (1): 2017
- Суперліга (ПАОК):
  -  Чемпіон (1): 2023/24,